# Museo europeo di arte campanaria
Il Museo europeo di arte campanaria è un museo situato a L'Isle-Jourdain (Occitania).
È stato inaugurato il 16 dicembre 1994 sotto l'alto patronato di François Mitterrand, allora Presidente della Repubblica francese, con la benedizione del papa dell'epoca Giovanni Paolo II e alla presenza delle autorità protestanti della regione Midi-Pyrénées.

## Collezioni
L'oggetto principale custodito nel museo è il carillon della Bastiglia, monumento storico che dopo la demolizione era stato conservato insieme con l'orologio della fortezza, per un centinaio d'anni, nella storica fonderia di Romilly.
Attorno a questo cimelio la collezione comprende un migliaio di altri oggetti: grandi campane d'Occidente e d'Oriente, sonagli, campanacci, tamburi di bronzo e di legno, raganelle, carillons, gioielli e giocattoli sonori.

## Fonderia
Il visitatore trova in questo settore oggetti e documenti legati all'arte dei fonditori di campane (utensili, stampi, forno, ecc.). Un video presenta immagini di colate in grandi fonderie europee. Molti degli oggetti presenti in questo spazio provengono dalla fonderia Paccard di Annecy.

## Rivoluzione francese e guerre mondiali
In questo settore campeggia l'orologio monumentale della Bastiglia, messo all'asta da Drouot per conto di un restauratore di Place de la Bastille nel 1989 (anno bicentenario della presa della fortezza), e acquistato dallo Stato francese. Vi si trovano anche copie del testo della legge emanata durante la Prima Repubblica che ordinava la fusione delle campane per farne monete e poi cannoni, e diversi tipi di monete e cannoni fabbricati appunto con metallo di campane. Sono in mostra anche cartoline della prima guerra mondiale con immagini di campanili distrutti.

## Orologi monumentali
L'orologeria monumentale è considerata qui come espressione collettiva, in quanto la presenza e il suono delle campane modificano, di secolo in secolo, il paesaggio sonoro.
Tutti gli orologi esposti - i più antichi risalgono al XV secolo - sono funzionanti e in grado di eseguire le proprie suonerie e melodie. È anche esposto un grande orologio con figure meccaniche.

## Campane per musica e messaggi
Questo settore espone principalmente l'aspetto di "arte e tradizione popolare" della campana. Vi vengono presentati diversi tipi di tastiere e carillons, suonerie storiche di angelus, crepitacoli utilizzati durante la Settimana santa, campane per segnali, collezioni di campanelli da tavola, giocattoli e giochi legati alla campana, eccetera.

## Storia e geografia delle campane
Questo settore espone campane e campanelle archeologiche del terzo e secondo millennio a.C., simandri in legno, antenati delle campane cristiane, campane da tutto il mondo - dall'Europa alle Americhe, passando per l'Africa, l'Oriente e l'Oceania.

## Campane e bestiame
In questo settore si incontra un'importante collezione di sonagli in terra, bronzo, ferro sonoro, in rapporto alla forma degli animali che li portavano. Uno spazio è dedicato ai diversi collari e alle loro decorazioni; uno spazio specifico è dedicato alle songliere degli equipaggi da tiro, i surjoug tipici del Midi-Pyrénées, che sono divenuti il simbolo del museo.